# Флаг Северных Марианских Островов
Национальный флаг Содружества Северных Марианских островов — был принят 1 июля 1989 года. Последнее изменение флага датировано 1995 годом.

## История
Флаг, принятый в 1972 году и введённый в обращение в 1976 году, был синий с большой звездой в центре, наложенной на силуэт колонны из серого камня (местная разновидность известняка). В 1989 году эмблема была окружена гирляндой из местных цветов и ракушек. В 1991 и 1995 годах были внесены некоторые изменения (звезда была уменьшена, колонна была изменена, гирлянда тоже претерпела изменения: она стала белой, изменилась форма и размер цветов).

## Значение элементов
Синий цвет (основной) олицетворяет Тихий океан, который омывает острова, «даря им любовь и мир», звезда символизирует Содружество. Колонна из камня — символ культуры нации. Венок, сплетённый из четырёх видов экзотических цветов (иланг-иланг, сеур, анджа, тейбво), является символом туземной культуры островов.
- Исторические флаги
- Флаг ООН 
(18 июля 1947 года — 19 августа 1965 года)
- Флаг Подопечной территории Тихоокеанские острова 
(19 августа 1965 года — 31 марта 1972 года)
- с 31 марта 1972;  с 4 июля 1976 — 1 июля 1989
- 1 января 1989 — 1 января 1991
- 1 июля 1991 — 4 июля 1995
- с 4 июля 1995